# 順德聯誼總會胡兆熾中學
順德聯誼總會胡兆熾中學（英語：Shun Tak Fraternal Association Seaward Woo College）於1975年創校，位於香港九龍何文田 ，為順德聯誼總會所創立的第一間政府資助的全日制男女中學。學校佔地5000平方米。現任校長為趙家豪，副校長為、梁振輝和潘美美。校舍建有標準課室24間，及特別室12間，供各科同學使用。此外尚有圖書館、禮堂、操場及有蓋操場等。另外2008年度該校進行改善工程以擴展校舍及增加設備，務求提高教育的質素。
該校以「文、行、忠、信」為校訓。該學校有開設多個學科，如美術與設計科、設計與科技科、電腦科、商業科、中國歷史科、世界歷史科、旅遊及款待科等。在德育訓練方面，該校設有輔導及訓育委員會，以協助學生成長。亦設有輔導委員會，透過班主任堂、課後留堂、禮堂集會、個別輔導、團體輔導、學生互助大使及家長座談會等方式，並聯同駐校社工，幫助學生解決學習、情緒及行為等問題。該校已成立家長教師會。
該校正計劃設立搖滾樂團及物理學會，唯經費有限，未能如願。
2004年香港無綫電視劇集《青出於藍》亦於此學校為主題拍攝，此劇於2004年9月13日至10月22日在高清翡翠台播放。

## 校訓
「文、行、忠、信」
- 文：學識廣博（代表社色：紅色）
- 行：循規蹈矩（代表社色：黃色）
- 忠：勤奮負責（代表社色：藍色）
- 信：誠實互敬（代表社色：橙色）

## 歷任校長
- 黎軒儀（1975－1980）（創校校長）
- 周辛康妮（1980－1989）
- 蔡奮堯（1989－1990）
- 郭何少蘭（1990－1991）
- 潘世榮（1991－1995）
- 顏康燕萍（1995－2007）
- 招雄標（2007－2017）
- 廖萬里（2017－2021）
- 蔣俊昌（2021－2024）
- 趙家豪（2024－現在）

## 語文政策
各科目須在課堂上使用指定的教學語言授課，學生的課業及試卷亦須配合。而為配合中四使用英語授課的科目，在初中授課時可在課堂內進行適當的銜接措施。
| 級別       | 母語授課 | 英語授課                                                 | 母語/英語授課（按班或組別） | 普通話授課 |
| ---------- | --- | -------------------------------------------------------- | --------------------------- | ---------- |
| 中一至中二 | 中國語文、英國語文、中史、生活與社會、視覺藝術、設計與科技、家政、普通電腦科、體育、音樂、生命教育                                                                     | 數學                                                     | 地理、歷史、科學            | 普通話     |
| 中三       | 中國語文、英國語文、中史、地理、歷史、生活與社會、視覺藝術、設計與科技、普通電腦科、體育、音樂、生命教育、經濟/企業、會計與財務概論                                    | 數學                                                     | 物理、化學、生物            |            |
| 中四至中六 | 中國語文、英國語文、通識教育科、中史、地理、歷史、「企業、會計與財務概論」（商業管理）、設計與應用科技、資訊及通訊科技、視覺藝術（香港中學文憑）、視覺藝術、音樂、體育 | 數學、物理、化學、生物、「企業、會計與財務概論」（會計） |                             |            |

## 著名/傑出校友
- 何仲浩：香港排球總會主席、香港手球總會主席
- 何栢良，JP：香港大學感染及傳染病中心總監
- 伍儒邦：香港科技大學生物化學哲學博士
- 冼儉偉：保良局田家炳千禧小學校長
- 林丹虹：2002年十大傑出青年 、前匯豐銀行深圳零售及財富管理業務總經理、恆生私人銀行高級副總裁及客户關係主管
- 楊德銘：香港中文大學及珠海書院新聞攝影課程兼任講師，曾任香港攝影記者協會主席
- 馮樹勳：香港教育學院中文學系副教授，香港教育學院民選校董
- 周美玲：香港資優教育學苑教育心理學家
- 麥練智：高瞻創新科技研發總監
- 洪學誠：香港電台唱片騎師
- 李銘翹：香港大學及香港高等教育科技學院土木工程系兼任講師

## 外部連結
- 學校網頁 （页面存档备份，存于）
- 校友會網頁 （页面存档备份，存于）
- 「Super 24」網頁 （页面存档备份，存于）